# خفاش‌های گوش‌گرد
خفاش‌های گوش‌گرد (نام علمی: Tonatia) نام یک سرده از تیره خفاش برگ‌بینی است.